# Falsoprosoplus luzonicus
Falsoprosoplus luzonicus – gatunek chrząszcza z rodziny kózkowatych i podrodziny zgrzypikowych. Jedyny przedstawiciel rodzaju Falsoprosoplus.

## Zasięg występowania
Gatunek ten występuje na Filipińskiej wyspie Luzon.